# 三堡船闸
三堡船闸位于浙江省杭州市上城区的三堡社区，是京杭大运河的最南端之一，为来往于运河与钱塘江之间的船舶提供航运服务。

## 功能
三堡船闸包括两座船闸：一线船闸建立于1988年3月，闸室长160米，宽12米，年设计通过量300万吨；二线船闸建成于1996年11月，闸室长200米，宽12米，年设计通过量550万吨；截止到1998年10月底，三堡船闸一二线船闸共通过船只近7000万吨。1995、1996年间，受到铁路、公路交通的冲击，船闸的通过量达到了新低。自1996年起管理团队开始改革体制，船闸的用户量才有所提升。三堡船闸还有着负责把钱塘江水引入运河，供应运河景观用水的功能。2013年上半年，三堡船闸通过量达到了2100万吨，船只达40681艘，输送货物以大宗商品为主。